# Woodland Cemetery (Monroe, Michigan)
Koordinaten: 41° 54′ 26″ N, 83° 23′ 34″ W

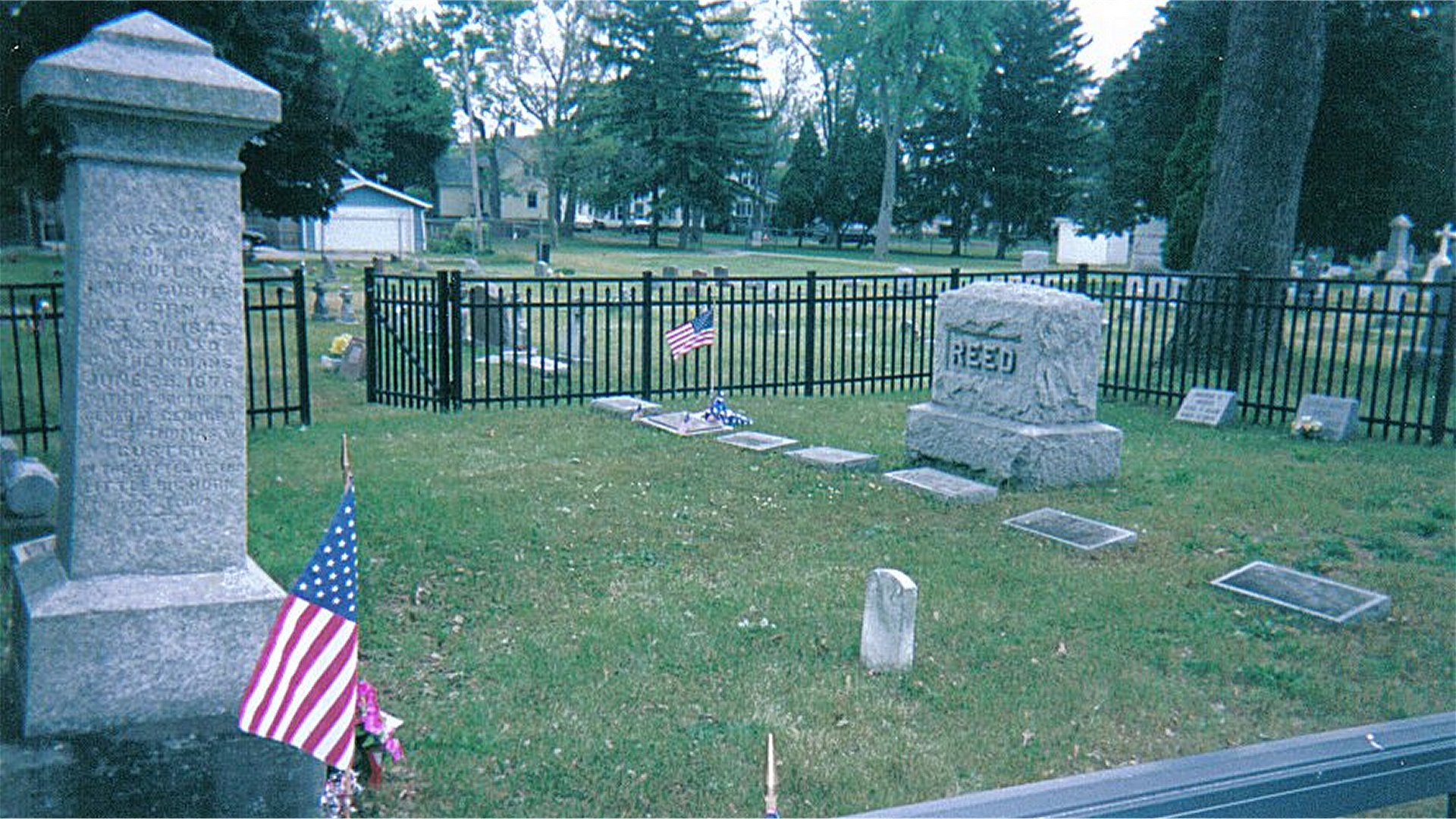
Familiengrab der Custer-Familie

Woodland Cemetery, früher auch als Grove Cemetery und Woodlawn Cemetery bekannt, ist ein öffentlicher städtischer Friedhof in 428 Jerome Street im südöstlichen Teil von Monroe, Michigan. Er hat eine Fläche von etwa vier Hektar und beherbergt mehr als 6500 Grabstätten. Der 1810 gegründete Friedhof ist einer der ältesten öffentlichen Friedhöfe Michigans. Die ältesten Grabstätten sind solche von Veteranen aus dem Amerikanischen Unabhängigkeitskrieg. Der Woodland Cemetery wurde am 2. Juli vom Michigan State Historic Preservation Office zu einer Michigan State Historic Site erklärt.
Viele der frühen Bewohner Monroes, Politiker und Kriegsveteranen wurden auf dem Woodland Cemetery beigesetzt, darunter sind auch Teilnehmer der Schlacht von Frenchtown im Jahr 1813. Allerdings sind auf dem Friedhof auch Veteranen aller anderen wichtigen Kriege vom Unabhängigkeitskrieg bis zum Vietnamkrieg bestattet. Ein nennenswertes Grabmal auf dem Friedhof gehört der Familie von George Armstrong Custer und dessen Ehefrau Elizabeth Bacon Custer. Allerdings ist keiner von ihnen hier bestattet, sondern sein jüngerer Bruder Boston Custer und sein Neffe Henry Armstrong Reed, die am 25. Juni 1876 an der Seite von George Custer bei der Schlacht am Little Bighorn getötet wurden.
Der Woodland Cemetery grenzt direkt an den Zion Cemetery; es handelt sich jedoch um zwei getrennte Friedhöfe.

## Nennenswerte Bestattungen
- Austin Eli Wing (1792–1849), Kongressabgeordneter und Mitglied des Michigan House of Representatives[3]
- Boston Custer (1848–1876), jüngerer Bruder von George Armstrong Custer, getötet in der Schlacht am Little Bighorn[4]
- Daniel S. Bacon (1789–1866), Vater von Elizabeth Bacon und Schwiegervater von George Armstrong Custer[1]
- David A. Noble (1802–1876), Rechtsanwalt, Bürgermeister von Monroe und US-Kongressabgeordneter[5]
- Edwin Willits (1830–1896), Rechtsanwalt, Kommunalpolitiker und US-Kongressabgeordneter[6]
- George Alford († 1836), ein Minuteman im Amerikanischen Unabhängigkeitskrieg, einzig bekannter Soldat aus Monroe, der in der Continental Army unter dem direkten Kommando von General George Washington stand[2]
- George Spalding (1836–1915), Offizier im Sezessionskrieg und später Abgeordneter im Repräsentantenhaus der Vereinigten Staaten[7]
- Heman J. Redfield (1823–1883), Bürgermeister von Monroe und Mitglied des Michigan Senate[1]
- Henry Armstrong Reed (1858–1876), Neffe von George Armstrong Custer und ziviles Opfer der Schlacht am Little Bighorn
- Isaac P. Christiancy (1812–1890), Chief Justice des Michigan Supreme Court, Mitglied des US-Senats
- James H. Gilmore, Bürgermeister von Monroe in den Jahren 1922–1925 und 1930–1931[1]
- Jesse Hart Root († 1934), Bundesrichter der Vereinigten Staaten und Delegat der Republican National Convention 1932[1]
- Robert S. Duncanson (1821–1872), einer der ersten African American, der als Maler internationales Ansehen gewann[8]